# Еммануель Окві
Еммануель Окві (англ. Emmanuel Okwi, нар. 25 грудня 1992, Кампала) — угандійський футболіст, нападник єгипетського клубу «Аль-Іттіхад» (Александрія) і національної збірної Уганди. Найкращий бомбардир в історії національної команди.

## Клубна кар'єра
У дорослому футболі дебютував 2008 року виступами на батьківщині за команду «Вілла», в якій провів півтора сезони, взявши участь у 40 матчах чемпіонату. 
На початку 2010 року став гравцем танзанійської «Сімби», граючи за яку 2012 року став чемпіоном Танзанії. Згодом ще двічі повертався до «Сімби» — протягом 2014–2015 і протягом 2017–2019 років, знову ставав у її складі переможцем першості Танзанії у 2018 і 2019 роках.
Також грав за туніську «Етюаль дю Сахель», танзанійський «Янг Афріканс» та данський «Сеннер'юск». 
2019 року став гравцем єгипетського «Аль-Іттіхада» (Александрія).

## Виступи за збірну
2009 року дебютував в офіційних матчах у складі національної збірної Уганди.
У складі збірної був учасником Кубка африканських націй 2019 року в Єгипті. На турнірі став автором двох з трьох голів угандійської команди, забивши по голу в іграх групового етапу проти збірних ДР Конго і Зімбабве і допомігши своїй команді вийти до раунду плей-оф.
Голи, забиті на КАН-2019 стали для Еммануеля відповідно 22-им і 23-им у формі збірної, завдяки чому він спочатку наздогнав, а згодом і обійшов за цим показником Джеффрі Массу, ставши найкращим бомбардиром в історії збірної Уганди.

## Титули і досягнення
- Чемпіон Танзанії (3):

«Сімба»: 2011-2012, 2017-2018, 2018-2019